# Heliocopris neptunoides
Heliocopris neptunoides là một loài bọ cánh cứng trong họ Bọ hung (Scarabaeidae).